# 印瑞
印瑞（いんそ、朝鮮語: 인서）は、中国の晋の文官であり、朝鮮の氏族の喬桐印氏の始祖である。
中国の晋の馮翊大夫を務めており、使者として新羅に赴き、その後新羅に帰化した。
印瑞の33代子孫の印份は、高麗の翰林学士を務め、喬樹府院君に封じられた。